# Sprengstofffabrik Ueckermünde
Die Sprengstofffabrik Ueckermünde war eine von zwei benachbarten Sprengstoffwerken bei Ueckermünde und Torgelow im heutigen Mecklenburg-Vorpommern, die im Rahmen der Aufrüstung und Kriegsvorbereitung des nationalsozialistischen Deutschen Reiches ab 1936 errichtet wurden.
Die Tarnbezeichnungen für beide Fabriken lauteten See I und See II (nicht zu verwechseln mit dem Seewerk, einer 1940 bis 1945 gebauten Fabrik für Kampfstoffe bei Falkenhagen in Brandenburg).

## Geschichte
Seit 1936 wurde unter dem Tarnnamen See I im Wald zwischen Ueckermünde und Eggesin im Auftrag und finanziert durch die Wehrmacht eine private Sprengstoff-Fabrik errichtet. Die Wehrmacht als Auftraggeber verbarg sich dabei gemäß dem Montan-Schema hinter den irreführenden Firmenbezeichnungen „Verwertungsgesellschaft für Montanindustrie GmbH“ und „Gesellschaft m. b. H. zur Verwertung chemischer Erzeugnisse“ (kurz „Verwertchemie“).
Im Waldgebiet östlich der Uecker und nördlich der Randow wurde nach gleichem Muster unter dem Tarnnamen See II ein Werk der DSC (Deutsche Sprengchemie GmbH), einer Tochtergesellschaft der WASAG („Westfälisch-Anhaltische Sprengstoff AG“, heute H&R WASAG), gebaut.
Die Herstellung von Sprengstoff durch die DSC begann 1938. Produziert wurde bis Anfang April 1945 hauptsächlich POL-Pulver („Pulver ohne Lösungsmittel“), das als Treibladung für Munition diente.
Im August 1944 fand ein alliierter Bombenangriff statt. Am 27. April 1945 besetzte die Rote Armee die Anlagen. Nach Kriegsende wurde eine umfassende Demontage (größtenteils durch zwangsarbeitende Frauen aus dem Landkreis) und Sprengung der Werksanlagen durchgeführt. Während der Produktion kamen im Werk durch Betriebsunfälle, Bombenangriffe und Überlastung fast 400 Menschen ums Leben.
Auf dem Gelände in Torgelow-Spechtberg wurde ab 1952 eine Kaserne der Volkspolizei errichtet. Nach 1960 entstand auf dem Gelände der DSC-Werke ein wenig genutzter Truppenübungsplatz in Jägerbrück.

## Bauten
Zum Sprengstoffwerk See II gehörten verschiedene Zufahrtsstraßen, ein eigener Bahnanschluss und mehrere, aus Sicherheitsgründen weit voneinander abgesetzte Fertigungsstätten zur Herstellung von Nitrocellulose, Nitroglyzerin und Schwarzpulver, sowie zur Gewinnung hochkonzentrierter Säuren. Zusätzlich wurden Gebäude für chemische Labore und Tests gebaut. Das Werk wurde von drei Kraftwerken und einem Wasserwerk versorgt. Alle Bauten wurden massiv gemauert oder aus Stahlbeton errichtet. Zwischen den Anlagen wurden zahlreiche Bunker mit bis zu 90 cm dicken Wänden errichtet.
Zusätzlich zu den Produktionsanlagen wurden rund um das Werk Siedlungen für die Arbeiter angelegt. Ein Arbeiterlager befand sich in Eggesin westlich des Werkes. Weiter entfernt, in Torgelow, südwestlich der Anlage, und am Ortsrand von Ueckermünde (Eckbusch) wurden Siedlungen für leitende Angestellte und Facharbeiter erstellt. Im abseits liegenden Ortsteil Spechtberg wurde ein zusätzliches Arbeiterlager mit Holzbaracken gebaut.
Die Anlage See II war streng bewacht und wurde geheim und getarnt betrieben. Neben den festangestellten Ingenieuren und Facharbeitern mussten hier tausende Deutsche und ausländische Zwangsarbeiter arbeiten. Die extrem harte Arbeit wurde häufig von Frauen ausgeführt.

## Heutiger Zustand
Die ehemalige Kaserne der Volkspolizei wird heute von der Panzergrenadierbrigade 41 der Bundeswehr genutzt. In Torgelow wurde 1946 auf dem Gelände einer Wohnsiedlung ein psychiatrisches Pflegeheim errichtet. Die Gebäude wurden 1998 von Kursana saniert und rekonstruiert. Die „Waldsiedlung“ genannte Betreuungseinrichtung für psychisch kranke Menschen liegt, vom Kiefernwald umgeben, am Ausgang von Torgelow in Richtung Anklam. In Eggesin wird die Wohnsiedlung heute unter dem Namen „Wohngebiet Karl-Marx-Straße“ betrieben.
Die eigentlichen Produktionsanlagen sind tief in der Ueckermünder Heide verborgen. Die Ruinen der früheren Produktionsanlagen sind vielfach zwischen Birken und Fichten sichtbar. Das Gelände gilt heute als unbewachtes militärisches Sperrgebiet, es wird durch eine Hochspannungs-Trasse durchschnitten. Bei Untersuchungen wurden zahlreiche Schadstoffe gefunden.